# Ghanaische Fußballmeisterschaft 2019
Die Ghanaische Fußballmeisterschaft 2019 wurde zwischen dem 31. März und dem 23. Juni 2019 unter dem Namen „Ghana Football Association (GFA) Normalisation Committee (NC) Special Competition Tier I“ ausgetragen. Nachdem im Juni 2018 die Fußballaktivitäten im gesamten Land eingestellt worden waren, wurde mit der Austragung der Meisterschaft ein Ersatzwettbewerb für die Ghana Premier League geschaffen.

## Hintergrund
Infolge der Investigativdokumentation Number 12: When Greed and Corruption Become the Norm von Anas Aremeyaw Anas, die am 6. Juni 2018 ausgestrahlt worden war, wurden jegliche Fußballaktivitäten in Ghana während der laufenden Saison eingestellt. Entgegen anders lautenden Medienberichten wurde die Ghana Football Association nicht aufgelöst; stattdessen setzte der Weltfußballverband FIFA Ende August 2018 ein „Normalisation Committee“ ein, das bis zum 30. September 2019 an einer Neuaufstellung des nationalen Fußballverbandes arbeiten soll.
Nachdem Mitte Februar 2019 der dritte Versuch des Normalisierungs-Komitees zur Wiederbelebung des ghanaischen Vereinsfußballs gescheitert war, startete Ende März die „Special Competition“ mit den 16 Vereinen der Ghana Premier League sowie den 48 Vereinen der vorjährigen Division One League. Die Erstligisten wurden geographisch in eine Nord- und eine Südgruppe mit jeweils acht Mannschaften aufgeteilt, die beiden bestplatzierten Mannschaften jeder Gruppe qualifizierten sich für die im K.-o.-System ausgetragene Finalrunde; der Sieger des Wettbewerbs Asante Kotoko SC nimmt als ghanaischer Vertreter an der CAF Champions League 2019/20 teil.

### Teilnehmende Mannschaften
Eine Woche vor dem Beginn der Gruppenphase gab der Wa All Stars FC bekannt, an dem Wettbewerb nicht teilzunehmen, sodass die Zone A mit lediglich sieben Mannschaften ausgetragen wurde. Der Medeama SC hatte zunächst seine Nichtteilnahme angekündigt, stimmte einer Beteiligung wegen der großen Bedeutung der „Special Competition“ für den ghanaischen Fußball schlussendlich zu.
| Verein                           | Stadt          | Stadion                   |
| Zone A                           | Zone A         | Zone A                    |
| -------------------------------- | -------------- | ------------------------- |
| Aduana Stars FC                  | Dormaa Ahenkro | Nana Agyemang Badu I Park |
| Asante Kotoko SC                 | Kumasi         | Baba Yara Stadium         |
| AshantiGold SC                   | Obuasi         | Len Clay Stadium          |
| Bechem United FC                 | Bechem         | Nana Fosu Gyeabour Park   |
| Berekum Chelsea FC               | Berekum        | Golden City Park          |
| Eleven Wonders FC                | Techiman       | Nkoranza Children’s Park  |
| Medeama SC                       | Tarkwa         | TNA Park                  |
| Zone B                           |                |                           |
| Dreams FC                        | Dawu           | Dawu Park                 |
| Ebusua Dwarfs FC                 | Cape Coast     | Cape Coast Sports Stadium |
| Elmina Sharks FC                 | Elmina         | Nduom Sports Stadium      |
| Hearts of Oak SC                 | Accra          | Accra Sports Stadium      |
| Inter Allies FC                  | Tema           | Tema Sports Stadium       |
| Karela United FC                 | Aiyinase       | Cosby Awuah Memorial Park |
| Liberty Professionals FC         | Dansoman       | Carl Reindorf Park        |
| West African Football Academy SC | Sogakope       | Red Bull Arena            |

## Gruppenphase
Die Gruppenphase wurde in beiden Zonen als Doppelrundenturnier ausgetragen, als Platzierungskriterium bei Punktegleichstand diente der direkte Vergleich. Die vier bestplatzierten Mannschaften beider Zonen qualifizierten sich für den als „Ghana Football Association Normalisation Committee Special Competition Tier II“ ausgetragenen Pokalwettbewerb.

### Zone A
| Pl. | Verein                                      | Sp. | S | U | N | Tore    | Diff. | Punkte |
| --- | ------------------------------------------- | --- | - | - | - | ------- | ----- | ------ |
| 1.  | AshantiGold SC (Obuasi)                     | 12  | 7 | 2 | 3 | 017:600 | +11   | 23     |
| 2.  | Asante Kotoko SC (Kumasi)                   | 12  | 6 | 4 | 2 | 014:500 | +9    | 22     |
| 3.  | Medeama SC (Tarkwa)                         | 12  | 7 | 1 | 4 | 013:100 | +3    | 22     |
| 4.  | Aduana Stars FC (Dormaa Ahenkro) 0000000000 | 12  | 4 | 5 | 3 | 010:100 | ±0    | 17     |
| 5.  | Bechem United FC (Bechem)                   | 12  | 3 | 5 | 4 | 010:160 | −6    | 14     |
| 6.  | Eleven Wonders FC (Techiman)                | 12  | 3 | 3 | 6 | 009:140 | −5    | 12     |
| 7.  | Berekum Chelsea FC (Berekum)                | 12  | 1 | 2 | 9 | 005:170 | −12   | 05     |

|                    | AshGold | Kotoko | Medeama | Aduana | Bechem | Wonders | Chelsea |
| ------------------ | ------- | ------ | ------- | ------ | ------ | ------- | ------- |
| AshantiGold SC     |         | 1:0    | 1:0     | 4:1    | 4:0    | 2:0     | 2:1     |
| Asante Kotoko SC   | 2:0     |        | 2:0     | 1:0    | 1:1    | 1:0     | 2:0     |
| Medeama SC         | 1:0     | 1:0    |         | 1:0    | 3:2    | 1:0     | 2:0     |
| Aduana Stars FC    | 0:0     | 1:1    | 1:1     |        | 2:0    | 2:1     | 1:0     |
| Bechem United FC   | 0:0     | 1:1    | 1:0     | 1:1    |        | 0:3     | 1:0     |
| Eleven Wonders FC  | 0:3     | 0:3    | 2:1     | 0:0    | 0:0    |         | 2:0     |
| Berekum Chelsea FC | 1:0     | 0:0    | 1:2     | 0:1    | 1:3    | 1:1     |         |

### Zone B
| Pl. | Verein                                      | Sp. | S | U | N | Tore    | Diff. | Punkte |
| --- | ------------------------------------------- | --- | - | - | - | ------- | ----- | ------ |
| 1.  | Hearts of Oak SC (Accra)                    | 14  | 9 | 1 | 4 | 020:900 | +11   | 28     |
| 2.  | Karela United FC (Aiyinase)                 | 14  | 8 | 3 | 3 | 020:130 | +7    | 27     |
| 3.  | Liberty Professionals FC (Dansoman)         | 14  | 7 | 4 | 3 | 020:110 | +9    | 25     |
| 4.  | Elmina Sharks FC (Elmina)                   | 14  | 5 | 6 | 3 | 012:800 | +4    | 21     |
| 5.  | West African Football Academy SC (Sogakope) | 14  | 5 | 3 | 6 | 017:210 | −4    | 18     |
| 6.  | Dreams FC (Dawu)                            | 14  | 4 | 4 | 6 | 010:170 | −7    | 16     |
| 7.  | Ebusua Dwarfs FC (Cape Coast)               | 14  | 3 | 2 | 9 | 009:190 | −10   | 11     |
| 8.  | Inter Allies FC (Tema)                      | 14  | 2 | 3 | 9 | 012:220 | −10   | 09     |

|                          | Hearts | Karela | Liberty | Sharks | WAFA | Dreams | Dwarfs | Allies |
| ------------------------ | ------ | ------ | ------- | ------ | ---- | ------ | ------ | ------ |
| Hearts of Oak SC         |        | 1:0    | 0:0     | 3:1    | 4:0  | 1:0    | 2:1    | 2:0    |
| Karela United FC         | 1:0    |        | 1:0     | 1:0    | 2:0  | 2:0    | 1:0    | 3:1    |
| Liberty Professionals FC | 0:1    | 3:3    |         | 3:1    | 2:0  | 1:0    | 4:0    | 2:1    |
| Elmina Sharks FC         | 1:0    | 2:0    | 0:0     |        | 0:0  | 5:1    | 0:0    | 1:0    |
| WAFA SC                  | 3:2    | 2:1    | 3:1     | 0:1    |      | 3:1    | 2:0    | 1:1    |
| Dreams FC                | 1:0    | 1:1    | 0:0     | 0:0    | 1:1  |        | 1:0    | 1:0    |
| Ebusua Dwarfs FC         | 1:2    | 1:2    | 1:2     | 0:0    | 1:0  | 1:2    |        | 2:1    |
| Inter Allies FC          | 0:2    | 2:2    | 0:2     | 0:0    | 4:2  | 2:1    | 0:1    |        |

### Torschützenliste
Den „Goldenen Schuh“ als bester Torschütze der Gruppenphase gewann der 19-jährige Diawisie Taylor vom Karela United FC mit neun Treffern in vierzehn Spielen.
| Pl. | Spieler            | Mannschaft       | Tore |
| --- | ------------------ | ---------------- | ---- |
| 1.  | Diawisie Taylor    | Karela United FC | 9    |
| 2.  | Abdul Fatawu Safiu | Asante Kotoko SC | 8    |
| 3.  | Shafiu Mumuni      | AshantiGold SC   | 6    |

## Finalrunde

### Halbfinale
Dem Erstplatzierten einer Zone stand im Halbfinale gegen den Zweitplatzierten der anderen Zone das Heimrecht zu. Am 26. Mai konnte sich der Karela United FC als letzter Verein für die Finalrunde qualifizieren.
| Datum         |                  | Ergebnis        |                  |
| ------------- | ---------------- | --------------- | ---------------- |
| 16. Juni 2019 | AshantiGold SC   | 0:1             | Karela United FC |
| 16. Juni 2019 | Hearts of Oak SC | 1:1 (4:5 i. E.) | Asante Kotoko SC |

### Finale
Das Finale fand am 23. Juni auf neutralem Grund im Accra Sports Stadium statt.
| Datum         |                  | Ergebnis        |                  |
| ------------- | ---------------- | --------------- | ---------------- |
| 23. Juni 2019 | Karela United FC | 1:1 (1:4 i. E.) | Asante Kotoko SC |